# A Porta ao Lado (filme)
A Porta ao Lado é um filme de drama brasileiro de 2023, dirigido por Júlia Rezende e com roteiro de L.G. Bayão, Patricia Corso e Leonardo Moreira. Eetrelado por Letícia Colin, Bárbara Paz, Dan Ferreira e Tulio Starling, o filme acompanha a dualidade entre o amor monogâmico e poligâmico por meio do convívio de dois casais de vizinhos muito diferentes entre si. O filme conta ainda com as participações de Louise Cardoso, Dani Ornellas e Priscila Reis.

## Sinopse
Rafa e Mari são casados e vivem um matrimônio tradicional e estável. A união segue tranquila até o dia em que o casal Fred e Isis se muda para o apartamento ao lado. Os novos vizinhos são adeptos de um relacionamento aberto, separam sexo de amor e decidiram não ter filhos. Esta forma de se relacionar desafia e provoca Mari, que começa a questionar o seu casamento. 

## Elenco
- Letícia Colin como Mari
- Bárbara Paz como Isis
- Dan Ferreira como Rafa
- Tulio Starling como Fred
- Priscila Reis como Suzana

## Produção
A Porta ao Lado é o oitavo filme de longa-metragem dirigido por Júlia Rezende. O filme é produzido por Mariza Leão e Tiago Rezende, produtores da Morena Filmes, e tem coprodução com a Film2B e o Telecine. Patrícia Corso, roteirista do sucesso Meu Passado Me Condena, colaborou com L.G. Bayão para criar o roteiro do filme.
De acordo com a diretora, o interesse em explorar as relações afetivas e questionar os acordos possíveis entre casais, bem como o significado individual de traição, foram a motivação por trás da concepção de A Porta ao Lado. Por isso o filme acompanha a personagem Mari em um momento em que ela é impulsionada por diversos desejos, sejam eles eróticos, de mudança ou de ressignificação. O filme foi gravado inteiramente durante a pandemia de COVID-19, com término das filmagens em 27 junho de 2021 no Rio de Janeiro.

## Lançamento
A Porta Ao Lado foi exibido em diversos festivais de cinema brasileiros, incluindo a 46ª edição da Mostra Internacional de Cinema de São Paulo, o 24º Festival do Rio e o 50º Festival de Cinema de Gramado. No último evento, o filme foi um dos sete longas-metragens brasileiros a concorrer ao prêmio máximo, o Troféu Kikito.
Em 6 de março de 2023, a Folha de S.Paulo promoveu uma sessão de pré-estreia do filme no Espaço Itaú Augusta, em São Paulo. A sessão contou com um debate para discutir os temas abordados no filme. Victoria Damasceno, editora de Equilíbrio da Folha, mediou a mesa que contou com a presença da diretora Julia Rezende, do produtor Tiago Rezende, das atrizes Letícia Colin e Bárbara Paz, e do ator Túlio Starling.
O lançamento comercial do filme no Brasil ocorreu em 9 de março de 2023 pela Manequim Filmes.

## Recepção

### Resposta da crítica
Giulianna Muneratto escreveu para o portal Tangerina do site UOL que Júlia Rezende, embora possa haver uma certa superficialidade na abordagem de certos temas, convida a audiência a refletir não apenas sobre modelos de relacionamento, mas também sobre a definição de lealdade. Munerratto ainda ressaltou que, enquanto muitas outras obras exploram a rivalidade feminina de maneira exaustiva, este filme destaca-se por não seguir esse caminho e que Rezende demonstra habilidade em representar as mulheres de forma que ultrapassa os estereótipos comuns, evitando cair na armadilha da rivalidade feminina que é tão frequente em outras obras.
Ricardo Daehn, crítico do jornal Correio Braziliense, escreveu que, com interpretações excelentes e maturidade, o filme consegue escapar facilmente do lugar-comum que os espectadores esperam. Subverter pontos de referência e até mesmo discutir o machismo são alguns dos tópicos interessantes abordados no filme e pontuados na crítica. Outro aspecto que se destaca é a discreta, porém marcante, direção de arte de Marghê Pennacchi.

Bruno Ghetti, da Folha de S.Paulo, disse que as atrizes protagonistas são o grande destaque do filme, o qual definiu como um "eficiente, embora irregular". No texto, destacou que Letícia Colin demonstra mais uma vez sua habilidade inata e Bárbara Paz adiciona uma dose de alegria e descontração a uma obra que, em alguns momentos, se inclina excessivamente para a seriedade. Concluiu dizendo que, sem Bárbara Paz, o filme poderia ser monótono e mecânico, como um "sexo rotineiro".